# Marte Vallis

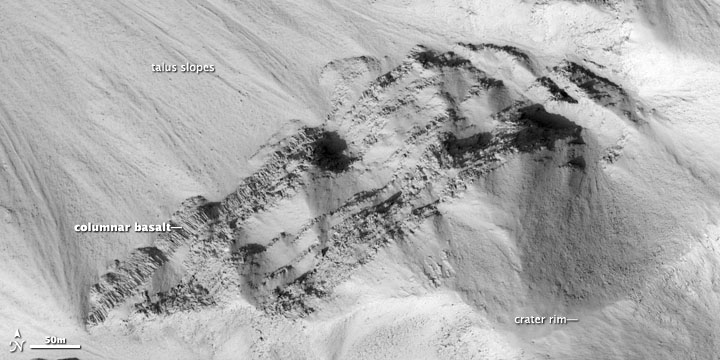
Стовпчаста окремість у формі базальту, Marte Vallis. Знімок виконано камерою HiRISE, яка є власністю Університету Аризони.

Marte Vallis — це долина у квадранглі Amazonis на планеті Марс, розташована за координатами 15°00′ пн. ш. 176°30′ зх. д. / 15° пн. ш. 176.5° зх. д.. Її довжина становить 185 км, а назва походить від відповідного іспанського слова (ісп. Marte), яке й означає «Марс». Долина була ідентифікована як проточний канал, вирізьблений у геологічному пласті сильним водним потоком, який був спричинений катастрофічним вивільненням води із водоносних горизонтів під марсіанською поверхнею.
Marte Vallis — це місце, в якому вперше було виявлено стовпчасті окремості на Марсі.
| |
| Обтічний острів у долині Marte Vallis, знімок HiRISE. На збільшеному зображенні добре видно темні смуги на схилах. Острів розташований одразу на захід від кратера Петтіт. Лінія масштабу відповідає 500 м. |

|                                                             |
| Стовпчасті окремості в Єллоустонському національному парку. |

|                                                  |
| Базальтові стовпи на Дорозі Гігантів у Ірландії. |